# さそり座G星
さそり座G星は、太陽系から見てさそり座の方向約132光年の距離にある恒星で3等星。橙色巨星である。

## 名称
「G」は、ヨハン・バイエルが名付けたバイエル符号ではない。バイエルは著書『ウラノトメリア』に名称なしで記載している。ニコラ＝ルイ・ド・ラカーユは、自ら考案した新星座ぼうえんきょう座の中でγ星とした。一方、他の天文学者はさそり座の名称なしの星として扱っていた。最終的にベンジャミン・グールドが「G Sco（さそり座G星）」として、これが定着した。なぜGなのかは謎だが、James B. Kalerは「ぼうえんきょう座γ星（Gamma）を思い出したのかもしれない」と推測している。
中国では、二十八宿の１つ「尾宿」にある星官の1つ「傅説（傅說、Fuyue）」とされる。傅説は、殷朝第22代の王武丁に仕えた賢人で、『荘子』大宗師篇によると、死後昇天して星になったと伝えられる。2017年6月30日、国際天文学連合の恒星の命名に関するワーキンググループ (Working Group on Star Names, WGSN) は、さそり座G星の固有名として、Fuyue を正式に承認した。